# Kanton Plœuc-sur-Lié
Der Kanton Plœuc-sur-Lié war bis 2015 ein französischer Wahlkreis im Arrondissement Saint-Brieuc, im Département Côtes-d’Armor und in der Region Bretagne; sein Hauptort war Plœuc-sur-Lié. Letzter Vertreter im Generalrat des Départements war von 2001 bis 2015 Gérard Le Guilloux (PS).

## Gemeinden
| Gemeinde          | Bretonisch       | Einwohner (2022) | Fläche (km²) | Code postal | Code Insee |
| ----------------- | ---------------- | ---------------- | ------------ | ----------- | ---------- |
| Le Bodéo          | Bodeoù           | 178              | 9.97         | 22320       | 22009      |
| La Harmoye        | Lanhervoed       | 379              | 17.67        | 22320       | 22073      |
| L’Hermitage-Lorge | Peniti-Koedroc'h | 756              | 37.82        | 22150       | 22080      |
| Lanfains          | Lanfeun          | 1.091            | 21.87        | 22800       | 22099      |
| Plaintel          | Pleneventer      | 4.571            | 26.76        | 22940       | 22171      |
| Plœuc-sur-Lié     | Ploheg           | 3302             | 44.45        | 22150       | 22203      |

## Bevölkerungsentwicklung
| 1968 | 1975 | 1982 | 1990 | 1999 | 2006 | 2012 |
| ---- | ---- | ---- | ---- | ---- | ---- | ---- |
| 7835 | 8064 | 8532 | 8522 | 8500 | 9196 | 9884 |